# Tacca
Genre
Classification phylogénétique
Pour les articles homonymes, voir Tacca (homonymie).
Pour les articles ayant des titres homophones, voir Taka et Taca.
Les taccas forment un genre de plante originaire des tropiques, le genre Tacca de la famille des Taccaceae (selon la classification classique) ou des Dioscoreaceae (selon la classification phylogénétique), qui est celle des ignames. Ce sont des monocotylédones herbacées vivaces. Le genre Tacca comprend plusieurs espèces, dont les tubercules racinaires âcres et amers de certaines d'entre elles, s'adoucissent par la culture et fournissent par lavage une fécule blanche nourrissante.
Tacca integrifolia est une plante des forêts pluviales d'Asie du Sud-Est depuis le Bhoutan, jusqu'en Malaisie.

## Liste d'espèces
Le genre Tacca compte une vingtaine d'espèces.
| Espèce                                   | Fleur                  | Vue générale           | Description                                                                                            |
| Tacca chantrieri André                   | Tacca chantrieri       | Tacca chantrieri       | Thaïlande, Myanmar et dans les régions adjacentes de la Chine. Fréquemment cultivée en Asie tropicale. |
| Tacca integrifolia Ker Gawl.             | Tacca integrifolia     | Tacca integrifolia     | Depuis le Bhoutan, Bangladesh jusqu’en Malaysie péninsulaire, Indonesie et Viet-Nam.                   |
| Tacca leontopetaloides (L.) Kuntze Starr | Tacca leontopetaloides | Tacca leontopetaloides | Afrique et Asie Tropicale jusqu'en Polynésie Cultivée.                                                 |
| Tacca ankaranensis Bard.-Vauc.           | Tacca ankaranensis     |                        | Madagascar Massif d'Ankarana                                                                           |

Selon World Checklist of Selected Plant Families (WCSP) (11 décembre 2016) :

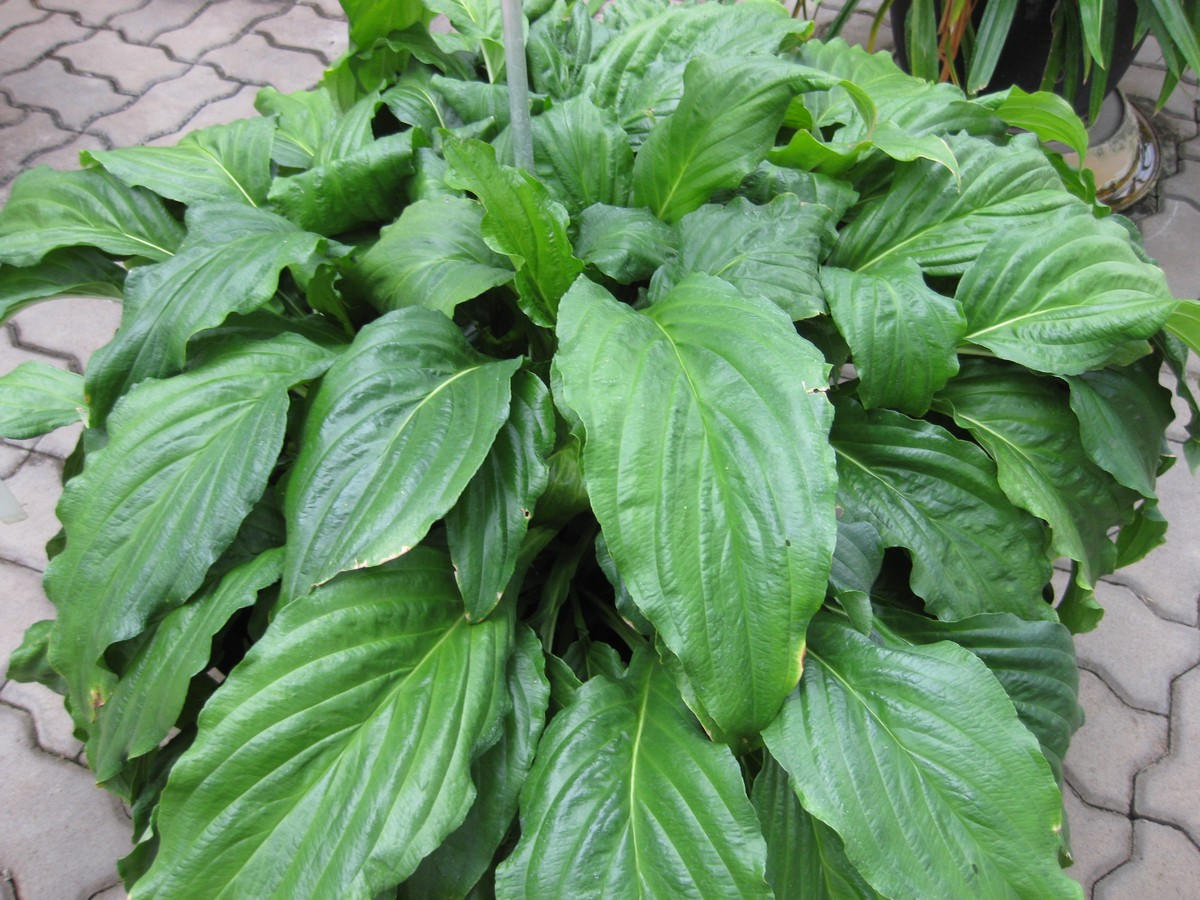
Tacca plantaginea, Jardin botanique de la reine Sirikit, Thaïlande

- Tacca ampliplacenta L.Zhang & Q.J.Li (2008)
- Tacca ankaranensis Bard.-Vauc. (1997)
- Tacca bibracteata Drenth (1972 publ. 1973)
- Tacca borneensis Ridl. (1908)
- Tacca celebica Koord. (1898)
- Tacca chantrieri André (1901)
- Tacca ebeltajae Drenth (1972 publ. 1973)
- Tacca integrifolia Ker Gawl. (1812)
- Tacca leontopetaloides (L.) Kuntze (1891)
- Tacca maculata Seem. (1866)
- Tacca palmata Blume (1827)
- Tacca palmatifida Baker, J. Linn. Soc. (1876)
- Tacca parkeri Seem. (1866)
- Tacca plantaginea (Hance) Drenth (1972 publ. 1973)
- Tacca reducta P.C.Boyce & S.Julia (2006).
- Tacca subflabellata P.P.Ling & C.T.Ting (1982)

Selon NCBI (11 décembre 2016) :
- Tacca ampliplacenta
- Tacca artocarpifolia
- Tacca chantrieri
- Tacca integrifolia
- Tacca leontopetaloides
- Tacca palmata
- Tacca palmatifida
- Tacca parkeri
- Tacca plantaginea
- Tacca subflabellata
- Tacca sp. 14312
- Tacca sp. KH-2014